# Henryk Alszer
Henryk Alszer, né le 7 mai 1918 à Bismarckhütte (aujourd'hui Chorzów en Pologne) et mort le 31 décembre 1959 à Ruda Śląska, est un footballeur polonais qui occupait le poste d'attaquant de 1939 à 1957.

## Biographie
Jeune joueur du RKS Hajduki avant la guerre, Henryk Alszer joue de 1939 à 1941 au Bergknappen Königshütte, club de Gauliga Silésie. Enrôlé de force dans l'armée allemande en 1942, comme nombre de ses coéquipiers, Alszer réussit à s'échapper alors qu'il est stationné en France et rejoint l'armée polonaise en Grande-Bretagne.
En 1945, une fois la guerre finie, il s'engage avec le Racing Club de Lens, puis un an plus tard avec le Forres Mechanics en Écosse. De retour à Chorzów en 1947, il joue pour le club du Ruch et parvient à lui faire retrouver son lustre d'antan en remportant trois championnats d'affilée (1951-1953) et une Coupe de Pologne. Durant cette période, il fait ses débuts avec l'équipe nationale polonaise et dispute les Jeux olympiques de 1952. En 1958, Henryk Alszer met fin à sa carrière professionnelle mais continue de jouer au football dans des clubs amateurs (Górnik Katowice, Pogoń Nowy Bytom), où il prend même quelques fois la responsabilité de l'entraîneur. 
Médaillé des sports par son pays, Henryk Alszer décède le 31 décembre 1959 à Ruda Śląska dans un accident de voiture.

## Palmarès
- Champion de Pologne : 1951, 1952, 1953
- Vainqueur de la Coupe de Pologne : 1951